# Карцето (Парма)
Карцето је насеље у Италији у округу Парма, региону Емилија-Ромања.
Према процени из 2011. у насељу је живело 286 становника. Насеље се налази на надморској висини од 39 м.